# Flash Gordon’s Trip to Mars
Flash Gordon’s Trip to Mars ist ein Science-Fiction-Serial aus dem Jahr 1938 nach der gleichnamigen Comic-Reihe, die Alex Raymond erst zwei Jahre zuvor entworfen hatte. Es ist die Fortsetzung des Serials Flash Gordon.

## Inhalt
Ein chemisches Element namens Nitron verschwindet aus der Erdatmosphäre und verursacht tropische Wirbelstürme und andere meteorologische Katastrophen. Dr. Zarkov und Flash Gordon entdecken, dass ein Blitz vom Mars die Ursache für den Schwund des Nitrons ist. Ein Zeitungsreporter, Happy Hapgood, ist in seiner Rakete unterwegs, als Flash, Zarkov und Dale Arden zum Mars reisen, um Nachforschungen anzustellen.
Dort entdecken sie, dass Azura, die Königin des Mars, mit Ming zusammenarbeitet, um das Land zu erobern. Alle Marsianer, die sich ihrer Partnerschaft mit Ming widersetzen, wurden in Humanoide aus Ton verwandelt, die gezwungen sind, unter der Oberfläche des Mars zu leben. Die vier Erdlinge flüchten in eine dieser Höhlen und zerstören gemeinsam mit König Clay den Nitron-Strahl, der die Erdatmosphäre entwässert. Sie vereinbaren auch, die Menschen aus Ton wieder in ihre menschliche Form zu bringen und gemeinsam Azura und Ming zu besiegen.

## Produktion
Das Serial basiert auf der „Big Little Book“-Adaption des Comic-Strips Flash Gordon und die Hexenkönigin des Mongo von 1936. Laut den Filmhistorikern Jim Harmon und Don Glut wurde der Ort der Handlung auf den Mars geändert, um von Orson Welles berühmter Radiosendung Krieg der Welten zu profitieren. Um von der konkurrierenden Werbung zu profitieren, erfolgte eine Vorabveröffentlichung des Serials vor Ausstrahlung von Krieg der Welten. Trotz preiswerteren Produktionskosten als der Vorgänger wurde das Serial ein Kassenerfolg.

## Rezeption
Das Time Magazine beschrieb das Serial 1938 als eine „..erstklassige Umsetzung des berühmten Comicstreifens (..a grade A cinemedition of the famed King Features strip.)“.